# August Hartel
August Hartel (* 26. Februar 1844 in Köln; † 18. Februar 1890 in Straßburg) war ein deutscher Architekt.

## Leben
August Hartel war ein Schüler und später Mitarbeiter von Franz Schmitz in Köln. In Krefeld betrieb er zusammen mit Theodor Quester (* 1843 in Köln) das Büro Hartel & Quester, das unter anderem 1877 die Christuskirche Bochum im neugotischen Stil plante. Nachdem er auftragsbedingt 1881 für Arbeiten zur Gewerbe- und Industrie-Ausstellung zu Halle a.d.S. 1881 nach Leipzig übergesiedelt war, ging er 1885 mit Skjøld Neckelmann in Leipzig eine Partnerschaft ein, das Architekturbüro Hartel & Neckelmann. Dieses beteiligte sich erfolgreich an Wettbewerben für öffentliche Gebäude im Deutschen Reich. Im Büro war Hartel für die kirchlichen Bauten der Partnerschaft zuständig. Für diese wählte er gotische Formen, die er in den letzten Jahren seiner Tätigkeit durch Formen der deutschen Renaissance ergänzte. Hartel starb wenige Monate nach seiner Ernennung zum Dombaumeister am Straßburger Münster.

## Bauten und Entwürfe
- 1872–1874: evangelische Friedenskirche in Krefeld
- 1877–1879: evangelische Christuskirche in Bochum (im Zweiten Weltkrieg bis auf den Kirchturm zerstört)
- 1878–1879: evangelische Kreuzkirche in Viersen
- 1878–1882: Kreis-Kriegerdenkmal für die in den Kriegen 1864, 1866 und 1870/1871 Gefallenen des Kreises Kempen in Süchteln, Lobbericher Straße, auf den Süchtelner Höhen
- 1879–1881: evangelische Paulikirche in Mülheim an der Ruhr (1971 abgebrochen)
- 1881–1884: evangelische Nathanaelkirche in Leipzig-Lindenau (gemeinsam mit Constantin Lipsius)
- 1881–1882: evangelische Lutherkirche in Essen (nach Kriegsschäden verändert)
- 1881–1882: evangelische Stephanuskirche in Essen-Überruhr (nach Kriegsschäden stark verändert)
- 1881–1885: evangelische Johanniskirche in Gera
- 1882: Wettbewerbsentwurf für den Mendebrunnen in Leipzig (gemeinsam mit Constantin Lipsius und dem Bildhauer Christian Behrens; prämiert mit dem 2. Preis)[1]
- 1882–1884: evangelische Marktkirche in Neuwied
- Wettbewerb 1877/1878, Ausführung 1882–1885: evangelische Peterskirche in Leipzig-Süd (gemeinsam mit Constantin Lipsius)
- 1885–1886: evangelische Erlöserkirche in Rosenheim
- 1888: Wettbewerbsentwurf für die evangelische Christuskirche in Köln (Ausführung durch Heinrich Wiethase)
- 1888–1892: Gebäude für den Landesausschuss der Reichslande Elsaß-Lothringen in Straßburg, heute Théâtre national de Strasbourg (mit Neckelmann)
- 1889–1893: römisch-katholische Peterskirche in Straßburg (mit Neckelmann)
- 1889–1895: Universitäts- und Landesbibliothek in Straßburg (mit Neckelmann)

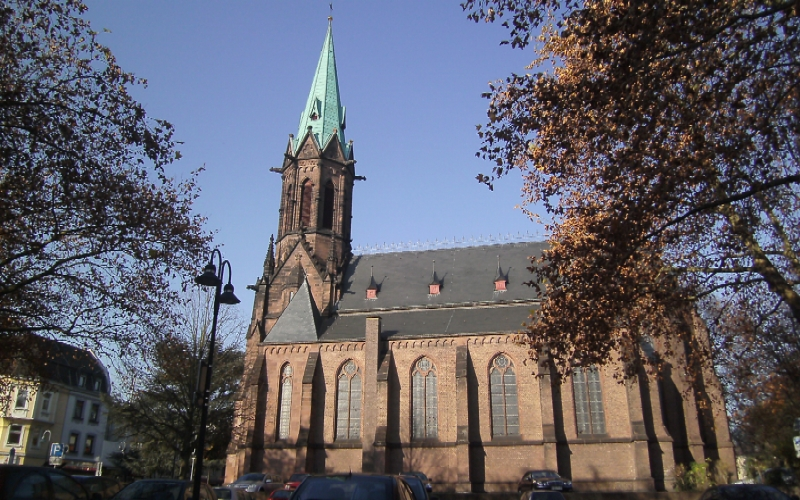
Evangelische Kreuzkirche in Viersen, 1879
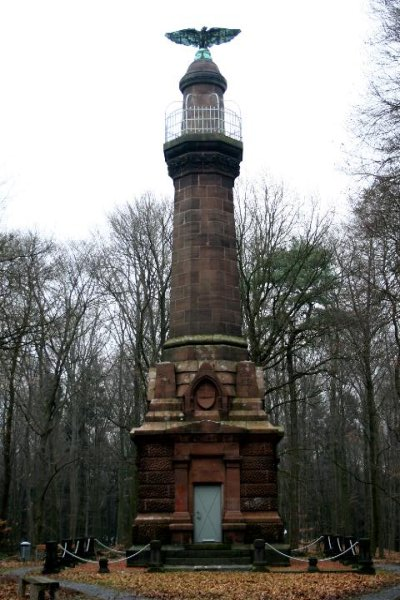
Kreis-Kriegerdenkmal in Süchteln, 1882
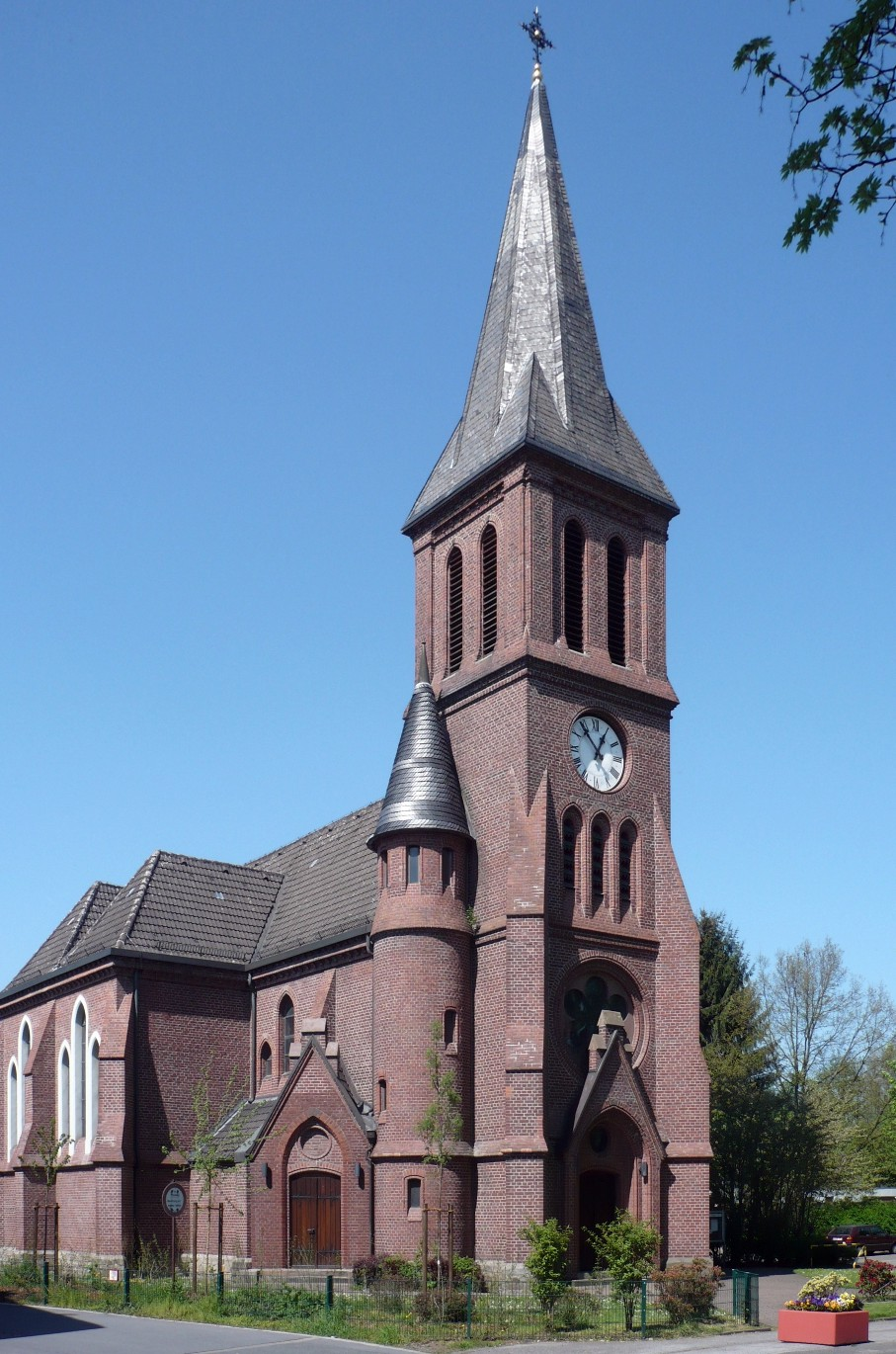
Stephanuskirche in Essen-Überruhr, 1882
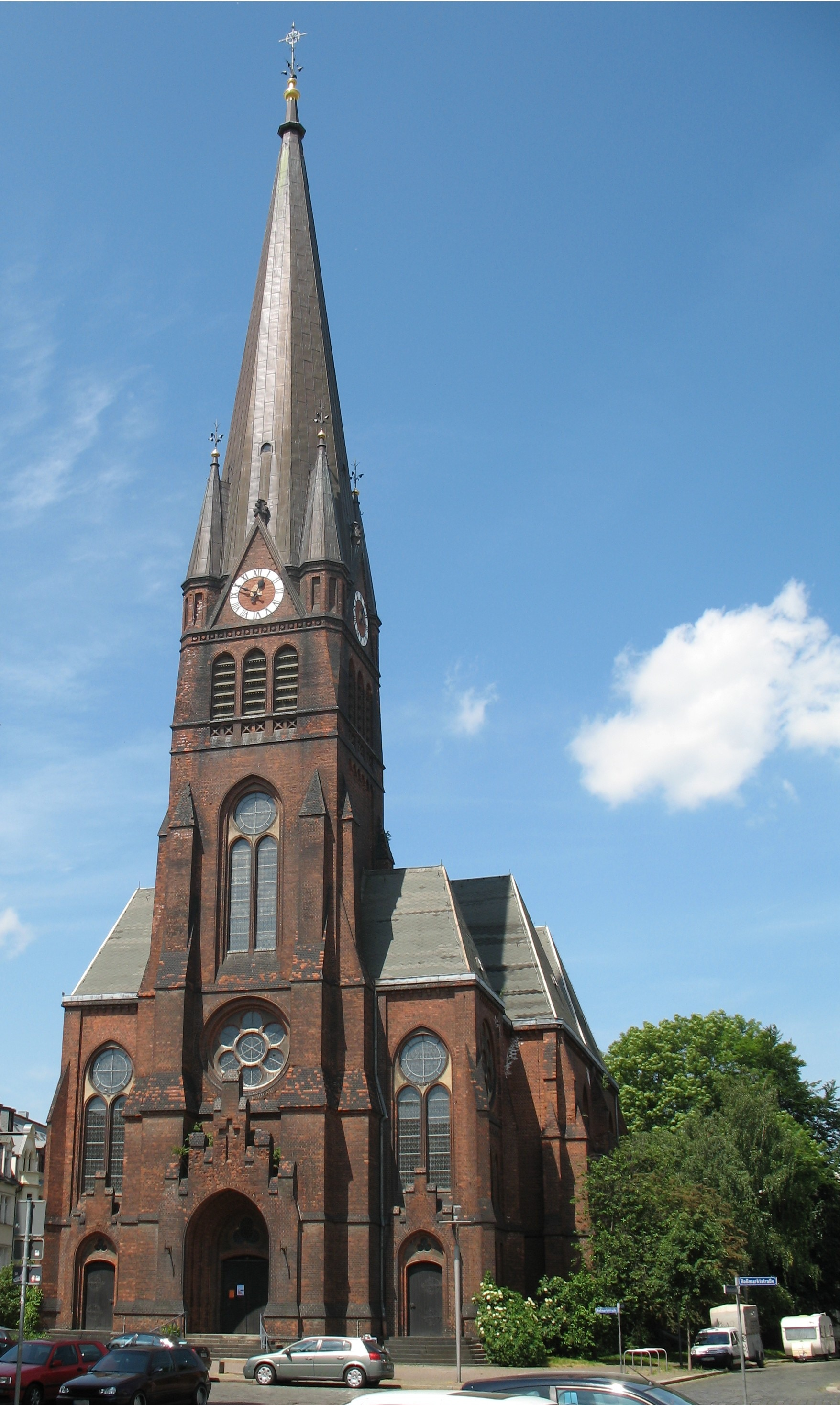
Nathanaelkirche in Leipzig-Lindenau, 1884
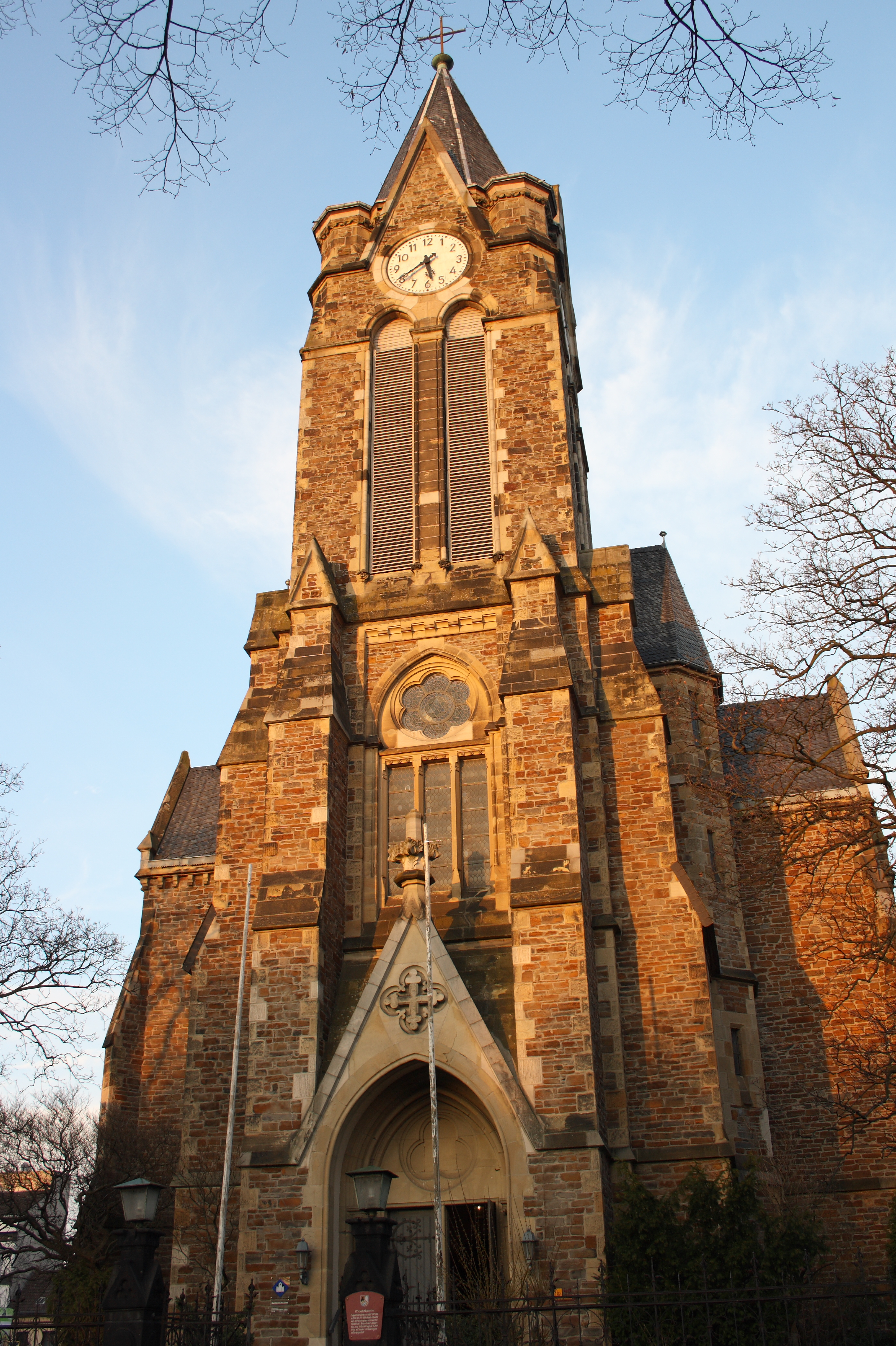
Marktkirche in Neuwied, 1884
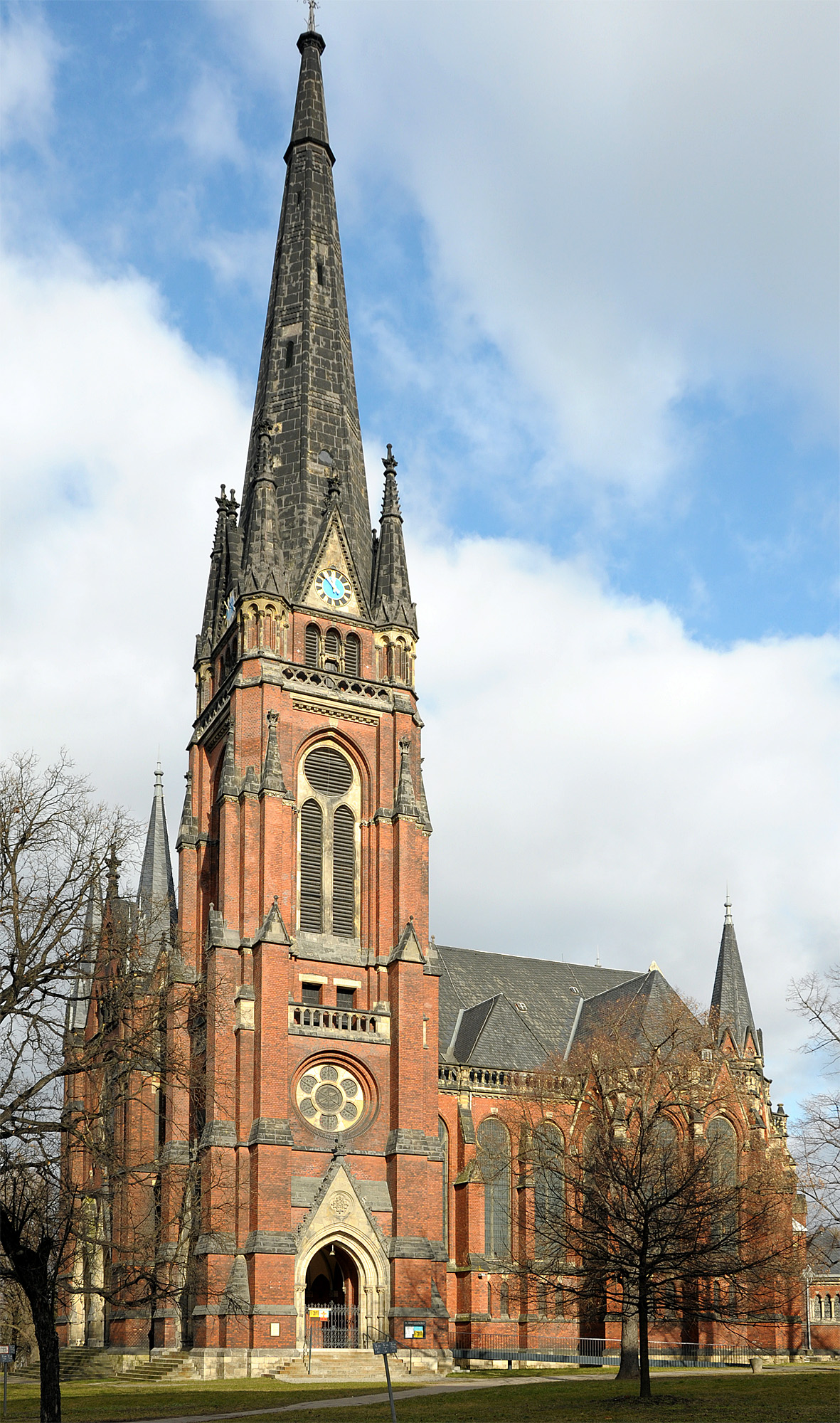
Johanniskirche in Gera, 1885
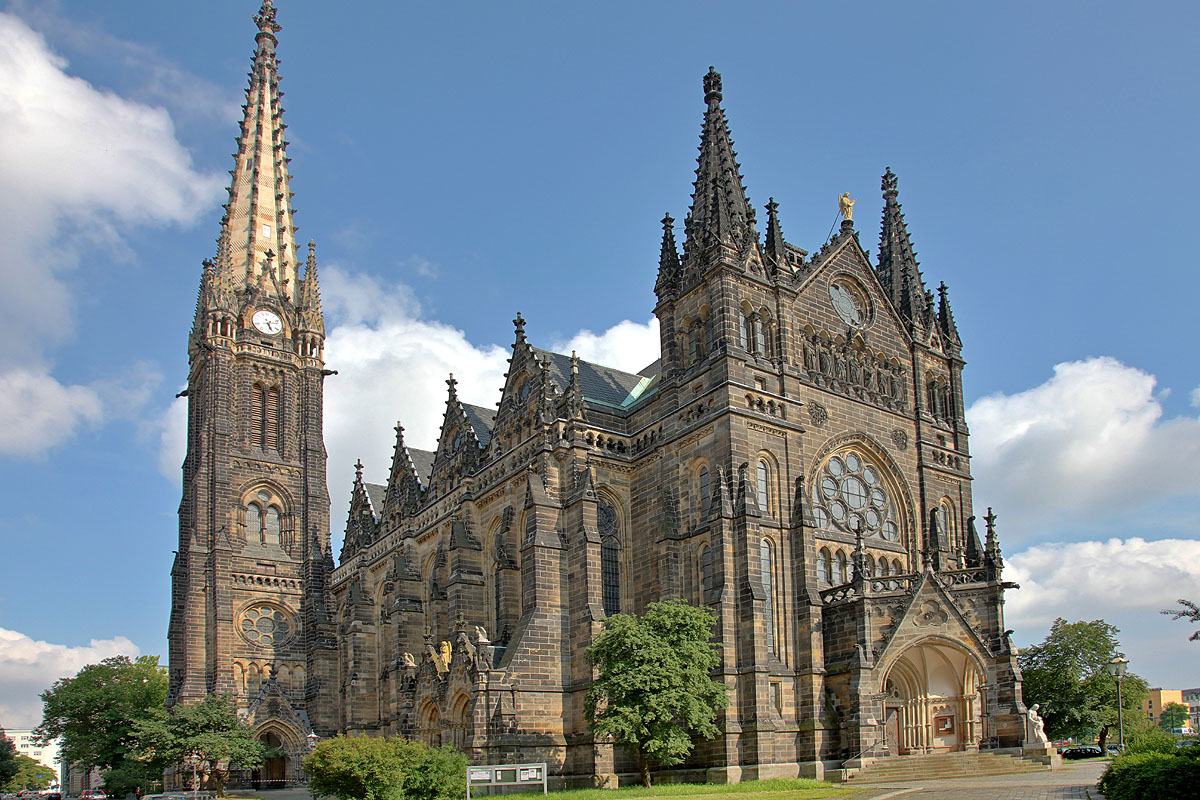
Peterskirche in Leipzig, 1885
Peterskirche in Leipzig, 1885 (Zinkografie)
Johanniskirche in Gera, 1885 (Zinkografie)
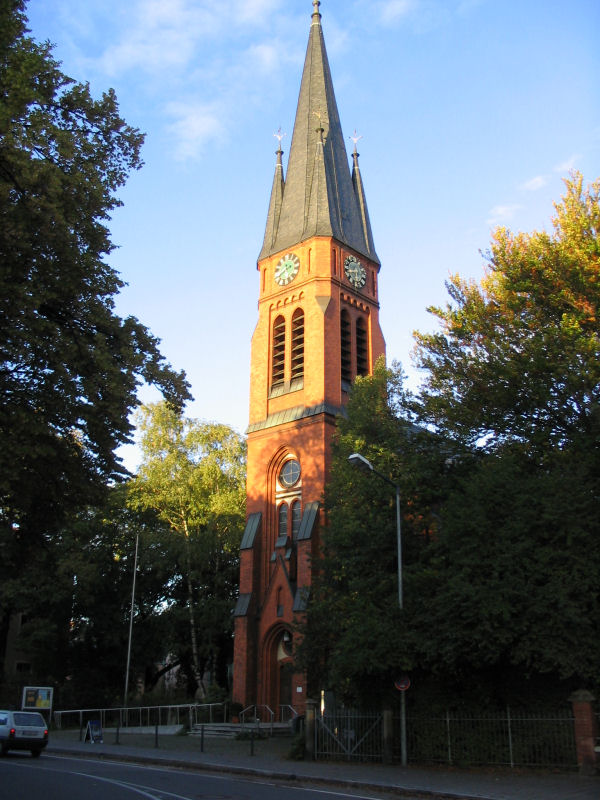
Erlöserkirche in Rosenheim, 1886
Evangelische Paulikirche in Mülheim an der Ruhr, 1889 (Zinkografie)
Evangelische Kreuzkirche in Viersen, 1889 (Zinkografie)
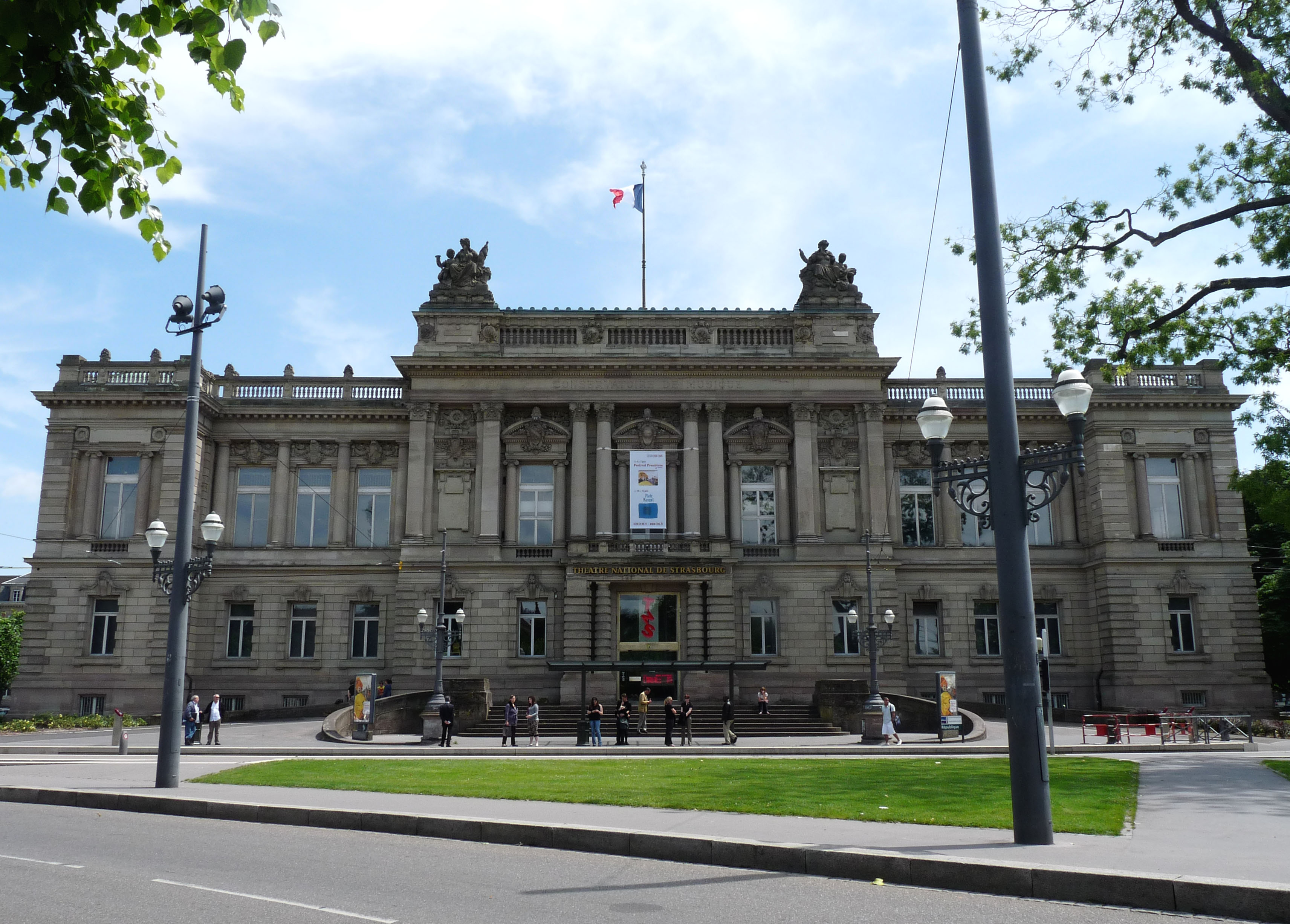
Gebäude für den Landesausschuss in Straßburg, 1892
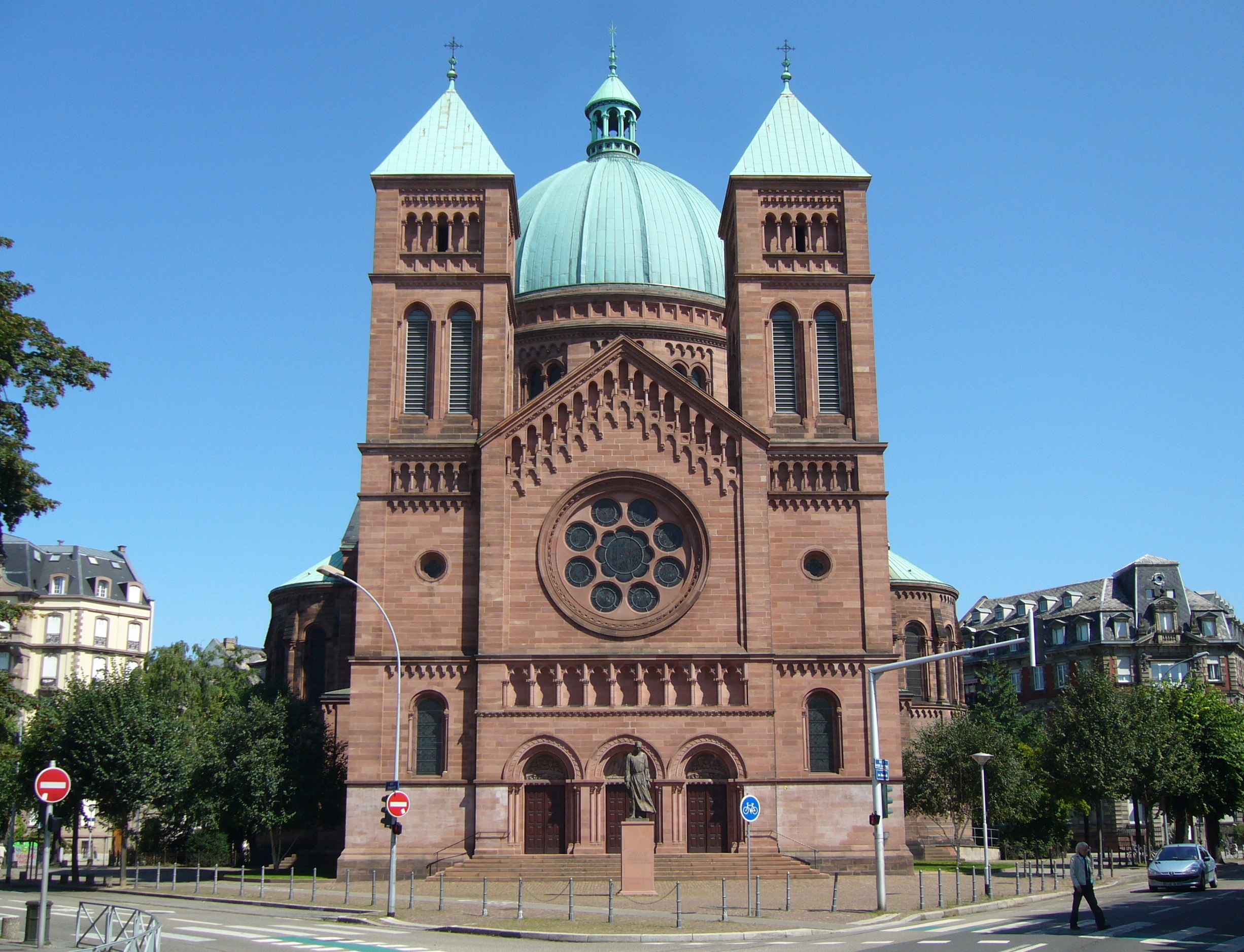
Peterskirche in Straßburg, 1893
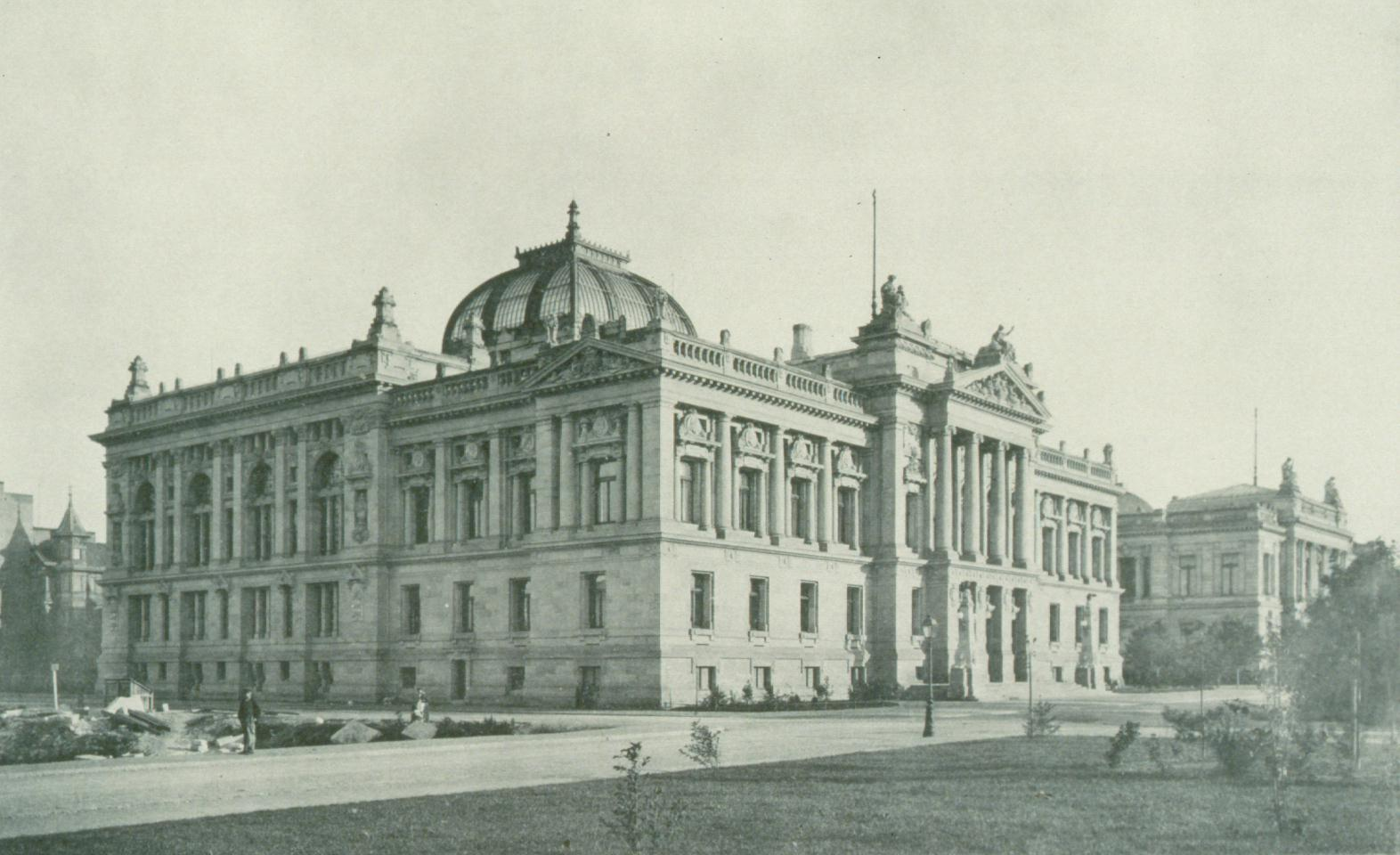
Universitäts- und Landesbibliothek in Straßburg, 1895

## Schriften
- Aus unserer Mappe. Auswahl hervorragender Entwürfe. Von Hartel & Neckelmann, Architekten zu Leipzig. Band 1, 1886–1887. Hiersemann, Leipzig 1888. (Mappenwerk mit 36 Tafeln im Format 30 cm × 45 cm).
- Aus unserer Mappe. Auswahl hervorragender Entwürfe. Von Hartel & Neckelmann, Architekten zu Leipzig. Band 2, 1888. Hiersemann, Leipzig 1889. (Mappenwerk mit 40 Tafeln im Format 30 cm × 45 cm).